# KLK2
KLK2 (англ. Kallikrein related peptidase 2) – білок, який кодується однойменним геном, розташованим у людей на короткому плечі 19-ї хромосоми. Довжина поліпептидного ланцюга білка становить 261 амінокислот, а молекулярна маса — 28 671.
| 10         |  | 20         |  | 30         |  | 40         |  | 50         |
| ---------- |  | ---------- |  | ---------- |  | ---------- |  | ---------- |
| MWDLVLSIAL |  | SVGCTGAVPL |  | IQSRIVGGWE |  | CEKHSQPWQV |  | AVYSHGWAHC |
| GGVLVHPQWV |  | LTAAHCLKKN |  | SQVWLGRHNL |  | FEPEDTGQRV |  | PVSHSFPHPL |
| YNMSLLKHQS |  | LRPDEDSSHD |  | LMLLRLSEPA |  | KITDVVKVLG |  | LPTQEPALGT |
| TCYASGWGSI |  | EPEEFLRPRS |  | LQCVSLHLLS |  | NDMCARAYSE |  | KVTEFMLCAG |
| LWTGGKDTCG |  | GDSGGPLVCN |  | GVLQGITSWG |  | PEPCALPEKP |  | AVYTKVVHYR |
| KWIKDTIAAN |  | P          |  |            |  |            |  |            |

A: Аланін

C: Цистеїн

D: Аспарагінова кислота

E: Глутамінова кислота

F: Фенілаланін

G: Гліцин

H: Гістидин

I: Ізолейцин

K: Лізин

L: Лейцин

M: Метіонін

N: Аспарагін

P: Пролін

Q: Глутамін

R: Аргінін

S: Серин

T: Треонін

V: Валін

W: Триптофан

Кодований геном білок за функціями належить до гідролаз, протеаз, серинових протеаз. 
Задіяний у такому біологічному процесі, як альтернативний сплайсинг. 